# Mintaka
Mintaka (δ Ori / δ Orionis / Delta Orionis) este una din cele trei stele ale asterismului Centura lui Orion, împreună cu Alnilam și Alnitak. Denumirea stelei își are originea  în arabă منطقة  mantaqah și semnifică „hamul”, „centura”. Observată de pe Pământ, este situată foarte aproape de ecuatorul ceresc (la mai puțin de 18 minute de arc) și, prin urmare, poate servi la reperarea acestuia pe cer.
Mintaka este o gigantă albastră multiplă: ea posedă alte cinci tovarășe catalogate. Ele sunt numite:
- Delta Orionis A/D
  - Delta Orionis A
  - Delta Orionis D
- Delta Orionis B
- Delta Orionis C.

Principala stea, cu magnitudinea aparentă 2,25, aparține tipului spectral O9 (temperatura la suprafață de ordinul a 35.000 K, magnitudinea absolută -4,99).
Fiecare din aceste stele este de 90.000 de ori mai luminoasă decât Soarele.
Mintaka este doar a șaptea stea în ordine de luminozitate în constelația Orion, datorită bogăției de stele strălucitoare care-l caracterizează. Este cea mai slabă, ca strălucire, din cele trei stele ale Centurii lui Orion.
Este înconjurată de nebuloase, ca nebuloasa C 426, și, aparținând familiei Algol (adică este o variabilă cu eclipse), Mintaka suferă ocultația unui membru al acestui sistem.
Mintaka este steaua strălucitoare cea mai apropiată de ecuatorul ceresc, fapt ce o face vizibilă de pe indiferent care punct al Terrei.
Ca și celelalte stele din constelația Orion, (Beta Orionis  / Rigel, Alfa Orionis / Betelgeuse, Kappa Orionis / Saiph, Gamma Orionis / Bellatrix, etc.) Mintaka va sfârși într-o supernovă.